# Thijsje Oenema
Thijsje Oenema (Heerenveen, 6 juni 1988) is een voormalig Nederlandse langebaanschaatsster en kortebaanschaatsster. Haar specialiteit lag op de korte afstanden en met name de 500 meter, waar ze ook Nederlands recordhoudster op is geweest. Ze schaatste met ingang van 2012/2013 voor Team Liga, dat overging in Team Continu en is lid van schaatsvereniging “STD Sint Nicolaasga“. Eerder schaatste ze voor Team Op=Op Voordeelshop (2011-2012), Team Anker (2010-2011) en de VPZ-schaatsploeg (2007-2010).
Oenema is in 2017 afgestudeerd als Master Finance en Master International Financial Management.

## Carrière
Tijdens de NK afstanden 2009 brak ze door met een bronzen medaille op de 500 meter. De verrassing was des te groter omdat ze tijdens het seizoen 2007-2008 een heel jaar niet had kunnen schaatsen vanwege de ziekte van Pfeiffer. Tevens plaatste ze zich voor de eerste maal voor de wereldbekerwedstrijden, waar ze op de 500 meter als 17e in het eindklassement eindigde.

### Seizoen 2009-2010
In het seizoen 2009/2010 plaatste Oenema zich voor de Olympische Spelen op de 500 meter. Plaatsing dwong ze af in een skate-off tegen Marianne Timmer. Op de Olympische Spelen eindigde ze als 15e op de 500m. In het wereldbekerklassement op de 500 meter behaalde ze een 8e plaats. Tevens behaalde ze een tweede plek in het eindklassement van de wereldbeker op de 100 meter .

### Seizoen 2010-2011
In het seizoen 2010/2011 werd Oenema vijfde op het NK afstanden. Hiermee plaatste ze zich opnieuw voor de wereldbekerwedstrijden op de 500 meter. Tevens behaalde ze op het NK sprint 2011 haar hoogste klassering tot dan toe; ze werd 5e. Hiermee liep ze plaatsing mis voor het WK sprint.

### Seizoen 2011-2012
In seizoen 2011/2012 beleefde Oenema haar definitieve doorbraak op het NK afstanden door naast de titel op de 500 meter ook de 1000 meter op haar naam te schrijven. Met name de 1000 meter kwam als een verrassing, omdat Oenema eerder nooit verder kwam dan een 9e plaats tijdens het NK Afstanden. De reden hiervoor was dat Oenema voor het eerst sinds haar ziekte van Pfeiffer weer helemaal topfit was en sinds de zomer van 2011 weer voluit kon trainen. Met de overwinning op de 1000 meter plaatste ze zich tevens voor de eerste maal voor de wereldbekerwedstrijden op de 1000 meter.
Tijdens het eerste deel van de wereldbekerwedstrijden behaalde ze een tweede plek op de 500m in eerste Wereldbeker in Tsjeljabinsk. Bij de Wereldbekerwedstrijd in Astana behaalde ze een tweede plek op de 1000m en een derde plek op de 500m. Tijdens het NK sprint behaalde ze haar eerste podiumplaats achter Margot Boer. De tweede plek leverde haar tevens een startbewijs op voor het WK sprint. Haar 1000 m tijdens dit kampioenschap was net niet genoeg voor de tweede cyclus wereldbekerwedstrijden op de 1000 m. Wel plaatste Oenema zich voor het WK afstanden dat jaar in Heerenveen. Hier verraste ze door een bronzen medaille te behalen.

### Seizoen 2012-2013

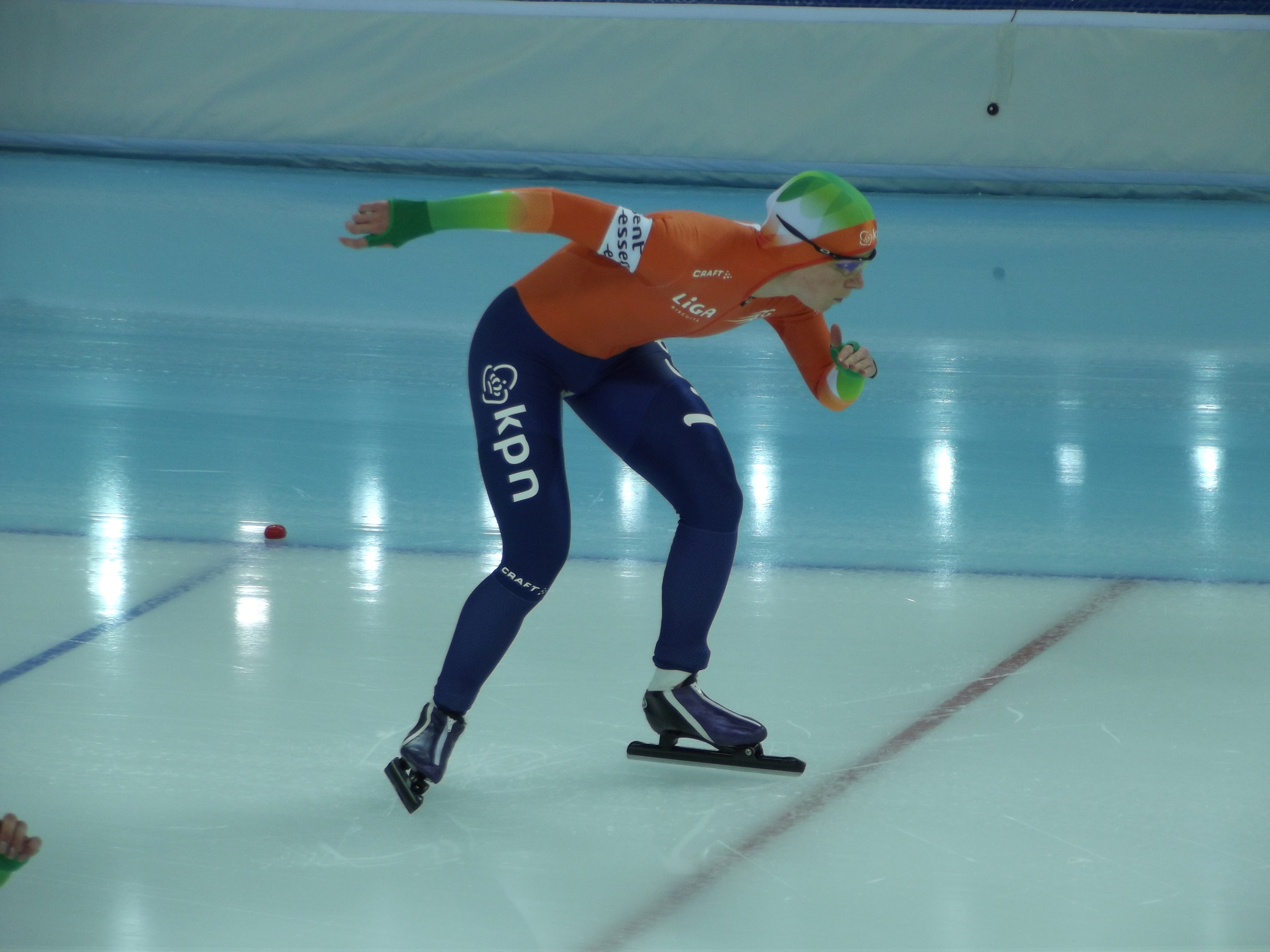
Oenema op het WK Afstanden in Sochi

Op het NK Sprint eindigde Oenema als vierde en mocht mee naar het WK Sprint in Salt Lake City. Daar verbeterde ze op 26 januari het Nederlands record op de 500 meter met 37,38, dat 4000 dagen daarvoor op naam kwam van Andrea Nuyt. Een dag later scherpte ze dat aan tot 37,06. Uiteindelijk werd Oenema vierde (daarmee beste Nederlandse). De laatste afstand werd ze gehinderd door de val van de Japanse Nao Kodaira. Op 3 december 2021 werd het nationale record door Femke Kok in Salt Lake City aangescherpt tot 37,01.

### Seizoen 2013-2014
Oenema plaatste zich in seizoen 2013/2014 met een derde tijd op de 500 meter voor de wereldbekers. Vijf weken eerder liet ze een moedervlek weghalen, waarna later de dermatoloog liet weten dat dit een melanoom was. Uiteindelijk werd het kwaadaardige gezwel twee weken voor de NK afstanden weggehaald. Met dertien hechtingen op haar pols reed ze in een brace om de wond goed te laten genezen. Pas op 27 oktober 2013 liet ze na haar 1000 meter weten dat dit de reden was dat ze met een brace haar trainingsrondjes reed.

### Seizoen 2014-2015
Oenema begon het seizoen 2014/2015 goed met een tweede plaats op de NK Afstanden, waarmee ze zich plaatste voor de eerste reeks wereldbekerwedstrijden. In januari werd ze in het Groningse Kardinge Nederlands kampioen sprint. Later dat jaar werd ze negende tijdens de WK Sprint in het Kazachse Astana.

### Seizoen 2015-2016
Voor seizoen 2015/2016 plaatste Oenema zich voor de eerste serie Wereldbekerwedstrijden over 500 meter. Op 6 november 2015 liet ze operatief een cyste in haar onderbuik verwijderen, die daarna gediagnosticeerd werd als uitgezaaide melanoomkanker.

#### Armband ter steunbetuiging
Tijdens de wedstrijden droeg Team Continu het verdere seizoen een paarse armband met daarop een speciaal teken voor Oenema, een afgeleide van de Vulcan Greet ("live long and prosper", leef lang, vaar wel) uit Star Trek bedacht door Leonard Nimoy. Ook vele andere schaatsers uit meerdere landen droegen de paarse armband tijdens de wereldbekerwedstrijden in Inzell en Heerenveen.

### Vervolg gezondheid en activiteiten
Oenema kreeg een immuuntherapiebehandeling in het Antoni van Leeuwenhoekziekenhuis te Amsterdam, die leek aan te slaan. Vier-maandelijkse controle bleef noodzakelijk. Bij RTL Late Night gaf ze aandacht aan de Stichting Melanoom die wijst op de gevaren van een overmaat aan zonlicht. Ze gaf lezingen om jongeren bewust te maken van de risico’s van huidkanker door de gevolgen van een teveel aan zon en verbranding van de huid.
Op 7 oktober 2017 is Oenema afgestudeerd als Master Finance en Master International Financial Management aan de Rijksuniversiteit Groningen. Sinds september 2017 doet ze vijf dagen per week een managementtraineeship (drie jaar) in een financial controllerteam op de afdeling Health Systems African market bij Philips in Eindhoven. Tijdens haar studie in Groningen schaatste ze twee winters en een zomer mee met de dames van RTC (Regionaal Talentencentrum) Noord/Gewest Friesland KNSB.
Sinds november 2017 is Oenema actief binnen het wedstrijdsecretariaat van het Organisatie Comité Thialf dat de nationale en internationale langebaanwedstrijden in Thialf organiseert.

## Kortebaan
Naast het langebaanschaatsen was Oenema ook actief op de kortebaan. In 2006 en 2007 werd zij al Nederlands kampioen 100 meter. In 2009 pakte Oenema de kortebaantitel op de ijsbaan van Lekkerkerk en de supersprinttitel in Enschede in een nieuw Nederlands puntenrecord en bovendien werd zij tweede in het Wereldbekerklassement 100 meter achter de Duitse Jenny Wolf.
In het seizoen 2010-2011 werd Oenema Nederlands kampioene kortebaan op 30 december 2010, ditmaal in Lemmer. Daarnaast werd zij Nederlands kampioene supersprint op 19 februari 2011. Tijdens dit kampioenschap reed zij drie Nederlandse records, namelijk op de 100 meter, 300 meter en het puntenklassement over 100 en 300 meter

## Persoonlijke records
| Afstand    | Tijd    | Datum            | Baan           |
| ---------- | ------- | ---------------- | -------------- |
| 100 meter  | 10,47   | 19 februari 2011 | Enschede       |
| 300 meter  | 24,64   | 26 december 2012 | Heerenveen     |
| 500 meter  | 37,06   | 27 januari 2013  | Salt Lake City |
| 1000 meter | 1.14,22 | 26 januari 2013  | Salt Lake City |
| 1500 meter | 2.02,13 | 16 februari 2011 | Heerenveen     |
| 3000 meter | 4.38,67 | 7 januari 2007   | Heerenveen     |

## Resultaten
| Jaar | NK Kortebaan | NK Supersprint | NK Afstanden       | NK Sprint              | WK Sprint             | WK Afstanden | Olympische Spelen | Wereldbeker       |
| ---- | ------------ | -------------- | ------------------ | ---------------------- | --------------------- | ------------ | ----------------- | ----------------- |
| 2006 |              | 2x 100m        | 16e 500m           |                        |                       |              |                   |                   |
| 2007 |              | 2x 100m        | 11e 500m           |                        |                       |              |                   |                   |
| 2008 |              | 8e             | 13e 500m 16e 1000m |                        |                       |              |                   |                   |
| 2009 | Goud         | Goud           | 500m ·             | 16e · (7e, 20e, , 15e) |                       |              |                   | 100m · 17e 500m   |
| 2010 |              |                | 4e 500m 9e 1000m   | NS3 · (, 9e, NS, -)    |                       |              | 15e 500m          | 8e 500m           |
| 2011 | Goud         | Goud           | 5e 500m 18e 1000m  | 5e · (4e, 10e, , 8e)   |                       |              |                   | 12e 500m          |
| 2012 |              |                | 500m · 1000m       | · (, 6e, , 6e)         | 10e (12e, 8e, 9e, 8e) | 500m         |                   | 5e 500m 13e 1000m |
| 2013 |              |                | 500m · 13e 1000m   | 4e · (, 5e, , 6e)      | 4e · (4e, 8e, , 10e)  | 5e 500m      |                   | 6e 500m           |
| 2014 |              |                | 500m · 10e 1000m   | · (6e, 6e, 4e, 7e)     | 7e (7e, 6e, 6e, 9e)   |              |                   | 8e 500m 21e 1000m |
| 2015 |              |                | 500m · 11e 1000m   | · (, , 6e)             | 9e (6e, 8e, 5e, 9e)   | 4e 500m      |                   | 7e 500m 19e 1000m |

NS# = niet gestart op #afstand 

### Medaillespiegel
| Kampioenschap  | Goud | Zilver | Brons |
| -------------- | ---- | ------ | ----- |
| NK Afstanden   | 3    | 1      | 2     |
| NK Supersprint | 4    | 0      | 0     |
| NK Kortebaan   | 2    | 0      | 0     |
| Wereldbeker    | 0    | 1      | 0     |
| NK Sprint      | 1    | 1      | 1     |
| WK Afstanden   | 0    | 0      | 1     |